# Karsay Katalin
Karsay Katalin (Budapest, 1976. március 25. –) fotóművész, portré- és divatfotós.
Képzettségét a Kontakt Fotóművészeti Iskolában szerezte, mestere Csoszó Gabriella volt. 2004-től szabadúszó divat-, haj- és beauty fotós. Saját ötlete alapján készül a Bor&divat fotósorozat, melyben ismert hazai pincészeteket választ helyszínül izgalmas, fiatal divattervezők kollekcióinak bemutatásához. Leginkább hajfotósként ismert, de rendszeresen publikál divatmagazinokban, fotóz divattervezőknek kampányt és lookbook-ot.

## Publikációk
Alternative Hair Magasin London, Haj és Stílus Magazin, Marie Claire, Maxima Magazin, Nők Lapja, L'Oréal Professionnel kampány, MATRIX kampány, Hajas Szalon, Zsidró Szalon, HG.hu, ANNAEVA, Artista Fashion, Imago Mundi, Manier Németh Anikó, NATI 100% PURE IDEA , Orlando Collections, KOMOD

## Kiállítások

### Egyéni kiállítások
- NotONLY Dance (Trafó Kortárs Művészetek Háza, 2006)
- Unlock Art (Le Meridien Hotel, 2008)

### Csoportos kiállítások
- Divatfotók (Szimplakert, 2007, 2008)
- WAMP Design Festival (Gödör, 2008)
- Pink Town (Volksbank Galéria, 2008)
- Nemzetközi Cirkusznap (Trafó Kortárs Művészetek Háza, 2008)
- Divatfotók (KREA Kortárs Művészeti Iskola, 2008, 2009)
- Secession Creatures (Szépművészeti Múzeum, 2009)
- Divatfotók (Hotel Carat Artlounge and Gallery, 2009)